# Canon EOS 2000D
La Canon EOS 2000D è una fotocamera DSLR prodotta da Canon.
È stata lanciata da Canon nell'aprile del 2018.
I bundle di lancio prevede un kit con obiettivo EF-S 18–55 mm f/3.5-5.6 IS II.
La EOS 2000D sostituisce, insieme al modello EOS 4000D, il precedente modello EOS 1300D.

## Caratteristiche
- Sensore CMOS APS-C a 24,1 megapixel effettivi
- 9 punti autofocus
- Sensibilità ISO 100 - 6400 (espandibile fino a 12800)
- Mirino con il 95% di copertura del campo di ripresa a una magnificazione di 0,8x
- Ripresa video Full HD (1080p) e 24, 25, 30[4] fps
- Ripresa video SD a 480p e 50 o 60 fps
- Scatto continuo a 3 fotogrammi al secondo
- Schermo LCD 4:3 da 3"
- Processore di immagini DIGIC4+
- Risoluzione dello schermo da 920.000 punti
- Connettività Wi-Fi e NFC